# Градоначальники Ишимбая
Градоначальники Ишимбая — руководители города Ишимбая, начиная с получения им статуса города в 1940 году.

## История
Со времени образования города существовали различные формы управления. Поочерёдно Ишимбаем руководили:
- председатель исполнительного комитета Ишимбайского городского Совета депутатов трудящихся (с 1940 по 1977);
- председатель исполнительного комитета Ишимбайского городского Совета народных депутатов с (1977 по 1992);
- глава администрации города Ишимбая (с 1992 по 2000);
- глава администрации города Ишимбая и Ишимбайского района (с 2000 по 2006).
- глава городского поселения «Город Ишимбай» (с 2006 года).

3 марта 1940 года состоялась первая сессия Ишимбайского городского Совета депутатов трудящихся, на которой был избран исполнительный комитет горсовета, председателем которого стал Максим Сергеевич Платонов, бывший буровой мастер. Одновременно был избран городской комитет ВКП(б).
18 января 2000 года в соответствии с Указом Президента Республики Башкортостан «Об образовании администрации города Ишимбая и Ишимбайского района Республики Башкортостан» образована администрация города Ишимбая и Ишимбайского района путём слияния администрации города Ишимбая и администрации Ишимбайского района.
С 2006 года в связи с муниципальной реформой администрация города частично выделена в администрацию городского поселения «Город Ишимбай», хотя все основные функции по управлению городом (кроме благоустройства) находятся в ведении администрации муниципального района «Ишимбайский район», которая управляет бюджетом городского поселения.
С 2006 года местное самоуправление осуществляется на основании Устава, который принят решением Совета городского поселения «Город Ишимбай». Представительным органом муниципального образования является Совет городского поселения «Город Ишимбай» — Ишимбайский городской Совет, состоящий из 20 депутатов, избираемых на муниципальных выборах по одномандатным избирательным округам сроком на 4 года. Высшим должностным лицом города является глава муниципального образования «Город Ишимбай» — председатель Совета городского поселения «Город Ишимбай», являющийся главой городского поселения и избираемый депутатами из своего состава большинством голосов от установленного числа депутатов Совета.
Исполнительно-распорядительным органом местного самоуправления является администрация городского поселения «Город Ишимбай» — администрация города Ишимбая. Её формирует и возглавляет глава администрации, который назначается по контракту, заключаемому по результатам конкурса на замещение указанной должности.

## Условные обозначения
Партийная принадлежность
 Беспартийный 

  Всесоюзная коммунистическая партия (большевиков), Коммунистическая партия Советского Союза 

 «Единая Россия»

## СССР
| Имя                                                                                       | Портрет   | Начало полномочий | Конец полномочий | Биографическая справка | Занятие должности      | Ключевая деятельность | ПП Ист. |
| Председатели исполнительного комитета Ишимбайского городского Совета депутатов трудящихся |           |                   |                  |                        |                        |                       |         |
| Максим Сергеевич Платонов                                                                 | 1900—1983 | 1940              | 1948             | Точных сведений нет.   | Голосование депутатов. | Точных сведений нет.  | [ 6 ]   |
| Габдрахман Габидович Хисматуллин                                                          | 1908—1982 | 1948              | 1951             | Точных сведений нет.   | Голосование депутатов. | Точных сведений нет.  | [ 6 ]   |
| Хамит Шагибакович Саитов                                                                  | 1920—1979 | 1951              | 1965             | Точных сведений нет.   | Голосование депутатов. | Точных сведений нет.  | [ 6 ]   |
| Владимир Николаевич Поляков                                                               | 1930—2007 | 1965              | 1977             | Точных сведений нет.   | Голосование депутатов. | Точных сведений нет.  | [ 7 ]   |
| Председатели исполнительного комитета Ишимбайского городского Совета народных депутатов   |           |                   |                  |                        |                        |                       |         |
| Владимир Николаевич Поляков                                                               | 1930—2007 | 1977              | 1986             | Точных сведений нет.   | Голосование депутатов. | Точных сведений нет.  | [ 7 ]   |
| Юрий Васильевич Уткин                                                                     | род. 1939 | 1986              | 1992             | Точных сведений нет.   | Голосование депутатов. | Точных сведений нет.  | [ 7 ]   |

### Первые секретари городского комитета ВКП(б)/КПСС
| Фамилия, Имя Отчество           | Годы жизни | Должность                                                | Период руководства |
| ------------------------------- | ---------- | -------------------------------------------------------- | ------------------ |
| Ахметов, Хайрулла Нургалеевич   |            | первый секретарь Макаровского ВКП(б)                     | 1940-е             |
| Джегутанов, Корней Шахимович    |            | первый секретарь Ишимбайского городского комитета ВКП(б) | 1946-1948          |
| Якимов, Владимир Николаевич     |            | первый секретарь Ишимбайского городского комитета ВКП(б) | 1948-1953          |
| Якимов, Владимир Николаевич     |            | первый секретарь Ишимбайского городского комитета КПСС   | 1953-1954          |
| Саитов, Хайдар Мухаметгарифович |            | первый секретарь Макаровского районного комитета КПСС    | 1954-1965          |
| Газнанов, Минияр Бахтиевич      |            | первый секретарь Ишимбайского городского комитета КПСС   | 1965-1979          |
| Вахитов, Наиль Шарафович        |            | первый секретарь Ишимбайского городского комитета КПСС   | 1986-1991          |

## Российская Федерация
Исполнительно-распорядительный орган
| Имя                                                      | Портрет   | Начало полномочий | Конец полномочий | Биографическая справка | Занятие должности                                                                                                | Ключевая деятельность | ПП Ист.     |
| Главы администрации города Ишимбая                       |           |                   |                  | | | |             |
| Юрий Васильевич Уткин                                    | род. 1939 | 1992              | 1993             | Точных сведений нет. | Голосование депутатов.                                                                                           | Точных сведений нет. | [ 7 ]       |
| Виктор Васильевич Елёпин                                 | 1952—2021 | 1993              | 2000             | Точных сведений нет. | Голосование депутатов.                                                                                           | Точных сведений нет. | [ 7 ]       |
| Главы администрации города Ишимбая и Ишимбайского района |           |                   |                  | | | |             |
| Владимир Петрович Давыдов                                | род. 1948 | 18.01.2000        | 29.03.2003       | В 1971 году окончил Уфимский нефтяной институт. С 1971 по 1972 год работал в «Коминефти» в Коми АССР. С 1972 года работал в «Ишимбайнефти» на разных должностях, в 1984—1987 годах находился в загранкомандировке на Кубе. В 1995 году назначен начальником нефтегазодобывающего управления «Ишимбайнефть» компании «Башнефть», вошёл в состав правления «Башнефти» | Назначен. | Благоустройство города: реконструировано 2 и установлено 2 фонтана, открыты памятник А. А. Блохину. Открыты Ишимбайский музей народного образования, Свято-Троицкий храм. Поддержал проекты производства гусеничного вездехода нового поколения, развития совхоза «Нефтяник» | [ 7 ] [ 8 ] |
| Раис Фаритович Ибрагимов                                 | род. 1955 | 29.03.2003        | 01.01.2006       | Точных сведений нет. | Назначен, 1 января 2006 г. переведён на должность главы администрации муниципального района «Ишимбайский район». | Открытие мемориального комплекса «Аллея Героев», демонтаж памятника-самолёта Ту-104, застройка парков и скверов домами, незаконная приватизация муниципального имущества. | [ 9 ]       |
| Главы администрации городского поселения «Город Ишимбай» |           |                   |                  | | | |             |
| Виктор Фёдорович Янкин                                   | род. 1957 | 01.01.2006        | 14.05.2009       | Окончил Уфимский нефтяной институт. В 1980—1984 — техник, мастер, нач. цеха п/у «Ишимбаймежрайводоканал», 1984—1991 — инструктор, зав. отделом промышленности Ишимбайского ГК КПСС, 1991—1992 — зам. директора МУ-3 треста «Востокнефтепроводстрой», 1992—1994 — зам. директора Ишимбайского завода нефтепромыслового оборудования по капстроительству. В 1994—2000 — на руководящих постах администрации г. Ишимбая, 2000—2006 — на руководящих постах администрации г. Ишимбая и Ишимбайского района. | Назначен председателем Совета городского поселения.                                                              | Точных сведений нет. | [ 10 ]      |
| Сергей Александрович Никитин                             | род. 1959 | 14.05.2009        |                  | Точных сведений нет. | Назначен председателем Совета городского поселения.                                                              | Точных сведений нет. |             |

Представительный орган
| Имя                                                                                         | Портрет   | Начало полномочий | Конец полномочий | Биографическая справка | Занятие должности      | Ключевая деятельность | ПП Ист. |
| Председатели Совета городского поселения «Город Ишимбай» (главы муниципального образования) |           |                   |                  |                        |                        |                       |         |
| Чингиз Асхатович Яруллин                                                                    | род.      | 2006              | 2012             | Точных сведений нет.   | Голосование депутатов. | Точных сведений нет.  |         |
| Александр Васильевич Матросов                                                               | род. 1952 | 2012              |                  | Точных сведений нет.   | Голосование депутатов. | Точных сведений нет.  |         |